# Лоренсо-и-Лосада, Алехандро
Алехандро Лоренсо-и-Лосада (исп. Alejandro Lorenzo y Losada, 23 июня 1939, Роча) — уругвайский дипломат.

## Биография
Образование получил на факультете экономических наук Республиканского университета Уругвая в Монтевидео. Специалист по экономике, коммерческой экономике, экономике бухгалтерского учёта, администрации, совершенствовал свою профессиональную подготовку на курсах, симпозиумах и семинарах в Монтевидео и за рубежом. Владеет французским и болгарским языками.
Сотрудник Министерства иностранных дел Уругвая, работал в Департаментах дипломатических договоров, центрального учёта, международных смешанных комиссий, контроля консульских документов, протокола и двусторонних политических вопросов.
В течение своей дипломатической карьеры занимал должность консула Уругвая в городе Вальпараисо в Чили, был консулом в Лас-Пальмас-де-Гран-Канария (Испания), был советником министра в Посольстве Уругвая в Республике Чили и временным поверенным по делам Уругвая в Болгарии.
В 1987—1995 годах — Чрезвычайный и Полномочный Посол Уругвая в Болгарии.
В 1993-1995 годах — Чрезвычайный и Полномочный Посол Уругвая на Украине по совместительству. 
В 2000-2005 годах — Чрезвычайный и Полномочный Посол Уругвая в Чили.